# Nazionale maschile under 17 di calcio dei Paesi Bassi
La nazionale di calcio olandese Under-17 è la rappresentativa calcistica Under-17 dei Paesi Bassi ed è sotto il coordinamento della Federazione calcistica dei Paesi Bassi, di cui colore principale è l'arancione (oranje in olandese). Partecipa al campionato europeo di categoria, che ha vinto per la prima volta nel 2011.

## Partecipazioni ai tornei internazionali

### Campionato mondiale di calcio Under-16/Under-17

#### Under-16
| Edizione | Turno           | PG | V | N | P | GF | GS |
| -------- | --------------- | -- | - | - | - | -- | -- |
| 1985     | Non qualificata | –  | – | – | – | –  | –  |
| 1987     | Non qualificata | –  | – | – | – | –  | –  |
| 1989     | Non qualificata | –  | – | – | – | –  | –  |

#### Under-17
| Edizione | Turno           | PG | V | N | P | GF | GS |
| -------- | --------------- | -- | - | - | - | -- | -- |
| 1991     | Non qualificata | –  | – | – | – | –  | –  |
| 1993     | Non qualificata | –  | – | – | – | –  | –  |
| 1995     | Non qualificata | –  | – | – | – | –  | –  |
| 1997     | Non qualificata | –  | – | – | – | –  | –  |
| 1999     | Non qualificata | –  | – | – | – | –  | –  |
| 2001     | Non qualificata | –  | – | – | – | –  | –  |
| 2003     | Non qualificata | –  | – | – | – | –  | –  |
| 2005     | Terzo posto     | 6  | 4 | 0 | 2 | 12 | 10 |
| 2007     | Non qualificata | –  | – | – | – | –  | –  |
| 2009     | Primo turno     | 3  | 1 | 0 | 2 | 3  | 4  |
| 2011     | Primo turno     | 3  | 0 | 1 | 2 | 3  | 5  |
| 2013     | Non qualificata | –  | – | – | – | –  | –  |
| 2015     | Non qualificata | –  | – | – | – | –  | –  |
| 2017     | Non qualificata | –  | – | – | – | –  | –  |
| 2019     | Quarto posto    | 7  | 3 | 1 | 3 | 14 | 12 |
| 2021     | Cancellata      | –  | – | – | – | –  | –  |
| 2023     | Non qualificata | –  | – | – | – | –  | –  |
| 2025     | TBD             | –  | – | – | – | –  | –  |

### Campionato europeo di calcio Under-16/Under-17
Under-16
| Edizione | Turno           | PG | V | N | P | GF | GS |
| -------- | --------------- | -- | - | - | - | -- | -- |
| 1995     | Non qualificata | –  | – | – | – | –  | –  |
| 1996     | Non qualificata | –  | – | – | – | –  | –  |
| 1997     | Non qualificata | –  | – | – | – | –  | –  |
| 1998     | Non qualificata | –  | – | – | – | –  | –  |
| 1999     | Non qualificata | –  | – | – | – | –  | –  |
| 2000     | Terzo posto     | 6  | 4 | 0 | 2 | 13 | 3  |
| 2001     | Primo turno     | 3  | 1 | 1 | 1 | 2  | 1  |

#### Under-17
| Edizione | Turno            | PG | V | N | P | GF | GS |
| -------- | ---------------- | -- | - | - | - | -- | -- |
| 2002     | Primo turno      | 3  | 1 | 1 | 1 | 10 | 7  |
| 2003     | Non qualificata  | –  | – | – | – | –  | –  |
| 2004     | Non qualificata  | –  | – | – | – | –  | –  |
| 2005     | Finalista        | 5  | 2 | 2 | 1 | 5  | 5  |
| 2006     | Non qualificata  | –  | – | – | – | –  | –  |
| 2007     | Sesta            | 4  | 1 | 1 | 2 | 9  | 9  |
| 2008     | Semifinalista    | 4  | 2 | 0 | 2 | 4  | 5  |
| 2009     | Finalista        | 5  | 2 | 1 | 2 | 6  | 7  |
| 2010     | Non qualificata  | –  | – | – | – | –  | –  |
| 2011     | Campione         | 5  | 4 | 1 | 0 | 9  | 2  |
| 2012     | Campione         | 5  | 3 | 2 | 0 | 6  | 2  |
| 2013     | Non qualificata  | –  | – | – | – | –  | –  |
| 2014     | Finalista        | 5  | 4 | 0 | 1 | 16 | 5  |
| 2015     | Primo turno      | 3  | 0 | 3 | 0 | 2  | 2  |
| 2016     | Semifinalista    | 5  | 3 | 0 | 2 | 4  | 4  |
| 2017     | Quarti di finale | 4  | 1 | 1 | 2 | 4  | 7  |
| 2018     | Campione         | 6  | 3 | 3 | 0 | 10 | 3  |
| 2019     | Campione         | 6  | 5 | 0 | 1 | 15 | 6  |
| 2020     | Non disputata    | –  | – | – | – | –  | –  |
| 2021     | Non disputata    | –  | – | – | – | –  | –  |
| 2022     | Finalista        | 6  | 4 | 1 | 1 | 13 | 7  |
| 2023     | Primo turno      | 3  | 0 | 1 | 2 | 2  | 7  |
| 2024     | Non qualificata  | –  | – | – | – | –  | –  |
| 2025     | TBD              | –  | – | – | – | –  | –  |